# Околична шляхта
Околична шляхта, або застінна (загродова) шляхта — стан збіднілих, здебільшого безземельних, шляхтичів, що утворився після розподілу Речі Посполитої. Пізніше їх позбавляли усіх привілеїв та виключали із дворянства.
Володимир Антонович відзначав у праці «Про козацькі часи на Україні»:
|  | ...були цілі села, де сиділи вільні селяни, що вважали себе шляхтою, хоч і не користувалися жодними шляхетськими правами. Це так звана околична шляхта. |

Зі стану околичної шляхти походив гетьман Петро Конашевич Сагайдачний.
Шляхетські загроди (пол. zagroda — садиба) у Речі Посполитій у майновому відношенні мало чим різнилися від селянських господарств, але, на відміну від селян, шляхтичі були особисто вільними («шляхтич на загроді — рівний воєводі» — польське прислів'я).

## Шляхта загродова в Галичині
1772—1848 застінної шляхти в Галичині поступово втратила привілеї, які
випливали з належності до шляхетської верстви: право посідання землі та підданих, право окремого судівництва (судового імунітету), право участі в політичному житті тощо.

Цьому сприяла цілеспрямована політика австрійських урядів, а також соціальні й політичні зміни, що відбувалися в Габсбурзькій монархії (усе ж до 1848 галицькі шляхтичі були звільнені від рекрутських наборів). Від давніх привілеїв залишалися лише звичаї, які опиралися на підкреслений шляхетський сепаратизм: відмінність одягу, побуту, рис характеру, ментальності, збереження традицій, покликання на шляхетський родовід і герб, категорична заборона одружуватися з простими селянками.

У 19 ст. в Галичині руська (українська) шляхта греко-католицького обряду значно перевищувала за чисельністю шляхту римо-католицького визнання.
Такий стан речей зберігся і в міжвоєнній Польщі. Влада 2-ї Речі Посполитої, проводячи політику асиміляції українців, вважала шляхетське походження громадянина або хоча б закінчення його прізвища на «-ський», «-цький», «-ич» ознакою приналежності до польської національності. Це робили свідомо, добре знаючи, що «людність шляхетського походження визнання греко-католицького, національності руської».

Псевдотеорії, що базувалися на відсутності шляхетської верстви в українців, стали підґрунтям для полонізаційної акції, проведенням якої зайнялося військове командування ЗС Польщі. Не вдаючись у проблеми походження й етнічної належності шляхтичів, військові визнали їх поляками. Перші кроки щодо полонізації загродової шляхти були зроблені ще у 1920-х рр., проте 1935 у зв'язку із
загостренням національної і політичної ситуації в Галичині це питання набуло особливої актуальності.

Загалом у західноукраїнських землях організатори налічували від 800 тис. до 1 млн новоявлених «шляхтичів», що становило близько 20 % всіх українців у Польщі.

Акція «шляхти загродової» розпочалася в Турківському повіті Львівського воєводства в зоні дислокації Пшемисльського військового округу.
Згодом вона поширилася на всю Галичину, Полісся і Волинь. Уже 1939 Союз шляхти загродової налічував близько 40 тис. осіб, організованих у 450 осередках. Незважаючи на невеликий успіх акції, вона призвела до загострення польсько-українських відносин напередодні Другої світової війни.